# Capriccio (Janáček)
Capriccio, JW VII/12 (de vegades titulat Desafiament, en txec: Vzdor), és una obra per piano (mà esquerra) i set instruments de vent compost per Leoš Janáček entre l'abril i el 30 d'octubre de 1926 per a Otakar Hollmann. Va ser estrenada el 
2 de març de 1928 a la Sala Smetana de Praga amb Hollmann al piano i músics de la Filharmònica Txeca.
L'autor va estar present a l'estrena a Praga i va ser l'última aparició en un concert de la seva pròpia música, abans de la seva mort el 12 d'agost vinent, durant les vacances d'estiu a Ostrava. A Brno es va estrenar després de la mort de Janáček.